# Ассоциация советских юристов
Ассоциация советских юристов (АСЮ) — организация юристов СССР. Основная деятельность сводилась к представительству юристов СССР на международном уровне, в частности путём участия в мероприятиях Международной ассоциация юристов-демократов, поддерживала контакты с национальными организациями юристов 80 иностранных государств. Ассоциация советских юристов активно участвовала в идеологическом противостоянии с Западом во время холодной войны и была инструментом внешней политики СССР.  В частности АСЮ активно боролась с «идеологическими диверсиями». В отличие от Инюрколлегии АСЮ  не была юридической фирмой и не занималась юридической практикой. Члены АСЮ занимали крупные посты в государственном аппарате СССР.

## Советские юристы — члены АСЮ
- Карпец, Игорь Иванович — вице-президент АСЮ
- Кудрявцев, Владимир Николаевич — вице-президент АСЮ
- Орлов, Александр Кириллович — вице-президент АСЮ
- Моджорян, Лидия Артемьевна — член правления АСЮ
- Смирнов, Лев Николаевич — председатель АСЮ
- Собакин, Вадим Константинович — заместитель председателя АСЮ
- Сорокин, Валентин Дмитриевич — президент Ленинградского отделения АСЮ[3]
- Сухарев, Александр Яковлевич — президент АСЮ

## Адрес
- Москва К-9, проспект Калинина

## Публикации АСЮ
- [lib.ru/POLITOLOG/whitebook1979.txt Белая книга: свидетельства, факты, документы.] Подготовлена Ассоциацией советских юристов. Редакционная коллегия:Л. Н. Смирнов, Председатель Ассоциации советских юристов; Л. А. Моджорян, член Правления Ассоциации советских юристов, доктор юридических наук, профессор; Е. Д. Модржинская, заведующая сектором критики антикоммунизма Института философии АН СССР, доктор философских наук, профессор; Б. Г. Баннов, обозреватель агентства печати "Новости", кандидат исторических наук Москва, Юридическая литература, 1979